# 欧克松德苏
欧克松德苏（法語：Auxon-Dessous，法語發音：[oksɔ̃ dəsu]）是法国杜省的一个旧市镇，位于该省西北部，属于贝桑松区。该旧市镇总面积6.28平方公里，2009年时的人口为1232人。
欧克松德苏已于2015年1月1日起和欧克松德叙合并为新市镇莱索克松（Les Auxons）。

## 人口
欧克松德苏人口变化图示